# Menecina bifacies
Menecina bifacies là một loài bướm đêm trong họ Noctuidae.